# Pindsvinefisk-familien
Pindsvinefisk-familien (Diodontidae) er en fiskefamilie i ordenen af fastkæbede fisk (Tetraodontiformes).
Deres karakteristiske egenskab er at de har pigge, der stritter når de puster sig op.
Arter i familien kaldes ofte for ballonfisk eller kuglefisk og sammenblandes derfor nemt med kuglefisk-familien (Tetraodontidae).
Desuden kaldes medlemmer af ordenen Tetraodontiformes ofte for pindsvinefisk.
Tetradotoxin er en meget kraftig nervegift produceret af bakterier i tarmkanalen hos pindsvinefisk, der lever i symbiose med dem, idet den lader dem vandre over i sit lymfesystem og bruger giften som forsvarsmiddel. 

## Klassifikation
Familie: Diodontidae
- Slægt: Allomycterus
- Slægt: Chilomycterus
- Slægt: Cyclichthys
- Slægt: Dicotylichthys
- Slægt: Diodon
- Slægt: Lophodiodon
- Slægt: Tragulichthys

## Eksterne links
- Tetrodotoxin. Biosite.dk